# Anthemis urvilleana
Anthemis urvilleana ist eine Pflanzenart aus der Familie der Korbblütler (Asteraceae). Sie ist ausschließlich in Malta beheimatet.

## Beschreibung
Anthemis urvilleana ist eine einjährige, krautige Pflanze mit am Ansatz verzweigten, niedergebogenen (selten aufrechten) und 1 bis 20 Zentimeter hohen Stängeln, die bis zum obersten Ende belaubt sind. Die unregelmäßig angeordneten Blätter sind ein- bis zweifach fiederschnittig und ihre Einzelabschnitte sukkulent. Sie sind von variabler Gestalt, verkehrt eiförmig oder eiförmig bis fast kugelförmig.
Der halbkugelförmige Korb wird zur Fruchtzeit kugelförmig, die gelben Röhrenblüten dunkel graubraun. Die vier bis acht, selten bis zehn Zungenblüten stehen unregelmäßig mit größeren Lücken zueinander, die Zungen sind weiß, die Hüllblätter linealisch-lanzettlich und spitz zulaufend.
Die Chromosomenzahl beträgt 2n = 18.

## Verbreitung
Die ausschließlich in Malta beheimatete und dort häufig vorkommende Art besiedelt felsige, küstennahe Standorte entweder auf Meereshöhe oder an den Rändern der Kliffküste. Einzelpflanzen sind selten, meist finden sie sich in großen Gruppen, gelegentlich bilden sie weit ausgedehnte Bestände.

## Systematik und botanische Geschichte
Die 1915 von Carlo Pietro Stefano Sommier und Alfredo Caruana Gatto beschriebene Art wurde zeitweise als Unterart von Anthemis secundiramea angesehen. Molekulargenetische Untersuchungen, nach denen sie das Schwestertaxon von Anthemis muricata darstellt, stützen allerdings die Annahme ihrer Eigenständigkeit.

## Nachweise
1. 1 2 3  Hans Christian Weber, Bernd Kendzior: Flora of the Maltese Islands - A Field Guide, 2006, ISBN 3-8236-1478-9, S. 294
2. ↑  Anthemis urvilleana bei Tropicos.org. In: IPCN Chromosome Reports. Missouri Botanical Garden, St. Louis
3. ↑  Rosa Maria Lo Presti, Christoph Oberprieler: Evolutionary history, biogeography and eco-climatological differentiation of the genus Anthemis L. (Compositae, Anthemideae) in the circum-Mediterranean area in: Journal of Biogeography, 36:7, 1313–1332, 2009